# Leichtathletik-Europameisterschaften 2010/800 m der Männer

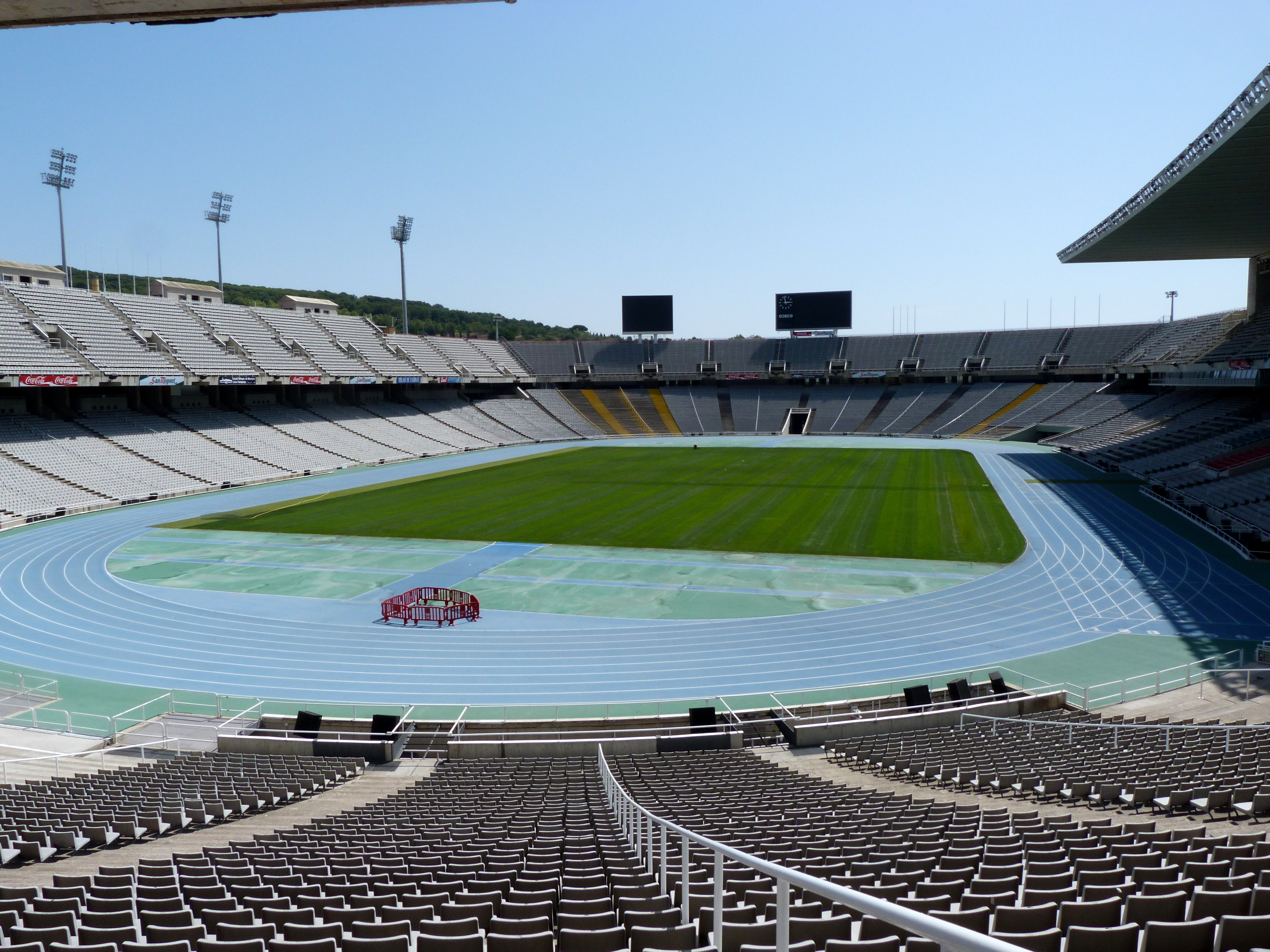
Das Olympiastadion Estadi Olímpic Lluís Companys
Barcelona im Jahr 2012

Der 800-Meter-Lauf der Männer bei den Leichtathletik-Europameisterschaften 2010 wurde vom 28. bis 30. Juli 2010 im Olympiastadion Estadi Olímpic Lluís Companys der spanischen Stadt Barcelona ausgetragen.
Mit Gold und Bronze errangen die Mittelstreckler aus Polen zwei Medaillen. Europameister wurde Marcin Lewandowski. Er gewann vor dem Briten Michael Rimmer. Bronze ging an Adam Kszczot.

## Bestehende Rekorde
| Weltrekord           | 1:41,11 min | Wilson Kipketer | Köln, Deutschland         | 24. August 1997 |
| Europarekord         | 1:41,11 min | Wilson Kipketer | Köln, Deutschland         | 24. August 1997 |
| Meisterschaftsrekord | 1:43,84 min | Olaf Beyer      | EM Prag, Tschechoslowakei | 31. August 1978 |

Auch diese Europameisterschaften überdauerte der bereits seit 1978 bestehende EM-Rekord unbeschadet. Die schnellste Zeit erzielte der polnische Europameister Marcin Lewandowski im Finale mit 1:47,07 min, womit er 3,23 s über dem Rekord blieb. Zum Welt- und Europarekord fehlten ihm 5,96 s.

## Legende
| DSQ | disqualifiziert |

## Vorrunde
Die Vorrunde wurde in vier Läufen durchgeführt. Die ersten drei Athleten pro Lauf – hellblau unterlegt – sowie die darüber hinaus vier zeitschnellsten Läufer – hellgrün unterlegt – qualifizierten sich für das Halbfinale.

### Vorlauf 1

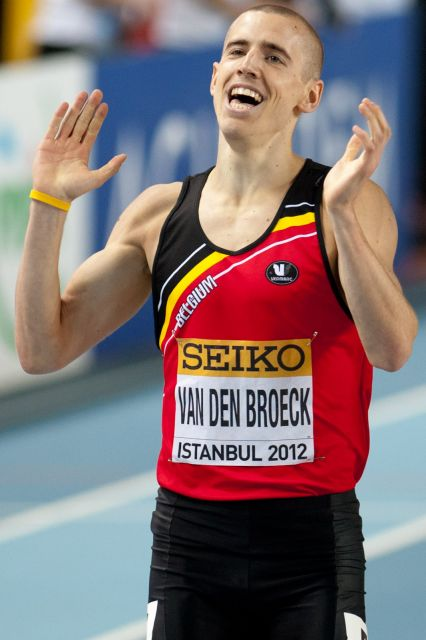
Jan Van Den Broeck schied als Sechster seines Vorlaufs aus

28. Juli 2010, 12:10 Uhr
| Platz | Name               | Nation     | Zeit (min) |
| ----- | ------------------ | ---------- | ---------- |
| 1     | Marcin Lewandowski | Polen      | 1:49,78    |
| 2     | Hamid Oualich      | Frankreich | 1:49,92    |
| 3     | David Bustos       | Spanien    | 1:50,01    |
| 4     | Cristian Vorovenci | Rumänien   | 1:50,05    |
| 5     | Jozef Pelikán      | Slowakei   | 1:50,29    |
| 6     | Jan Van Den Broeck | Belgien    | 1:51,79    |
| 7     | Mattias Claesson   | Schweden   | 1:52,53    |
| 8     | Christophe Bestgen | Luxemburg  | 1:52,64    |

### Vorlauf 2

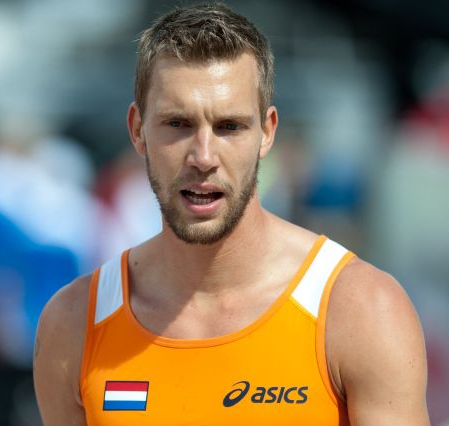
Robert Lathouwers wurde disqualifiziert

28. Juli 2010, 12:17 Uhr
| Platz | Name              | Nation      | Zeit (min) |
| ----- | ----------------- | ----------- | ---------- |
| 1     | Jakub Holuša      | Tschechien  | 1:47,94    |
| 2     | Kevin López       | Spanien     | 1:48,13    |
| 3     | Brice Etès        | Monaco      | 1:48,54    |
| 4     | Anis Ananenka     | Belarus     | 1:49,29    |
| 5     | David McCarthy    | Irland      | 1:49,53    |
| 6     | Mario Scapini     | Italien     | 1:49,67    |
| 7     | Mikko Lahtio      | Finnland    | 1:52,76    |
| DSQ   | Robert Lathouwers | Niederlande |            |

### Vorlauf 3

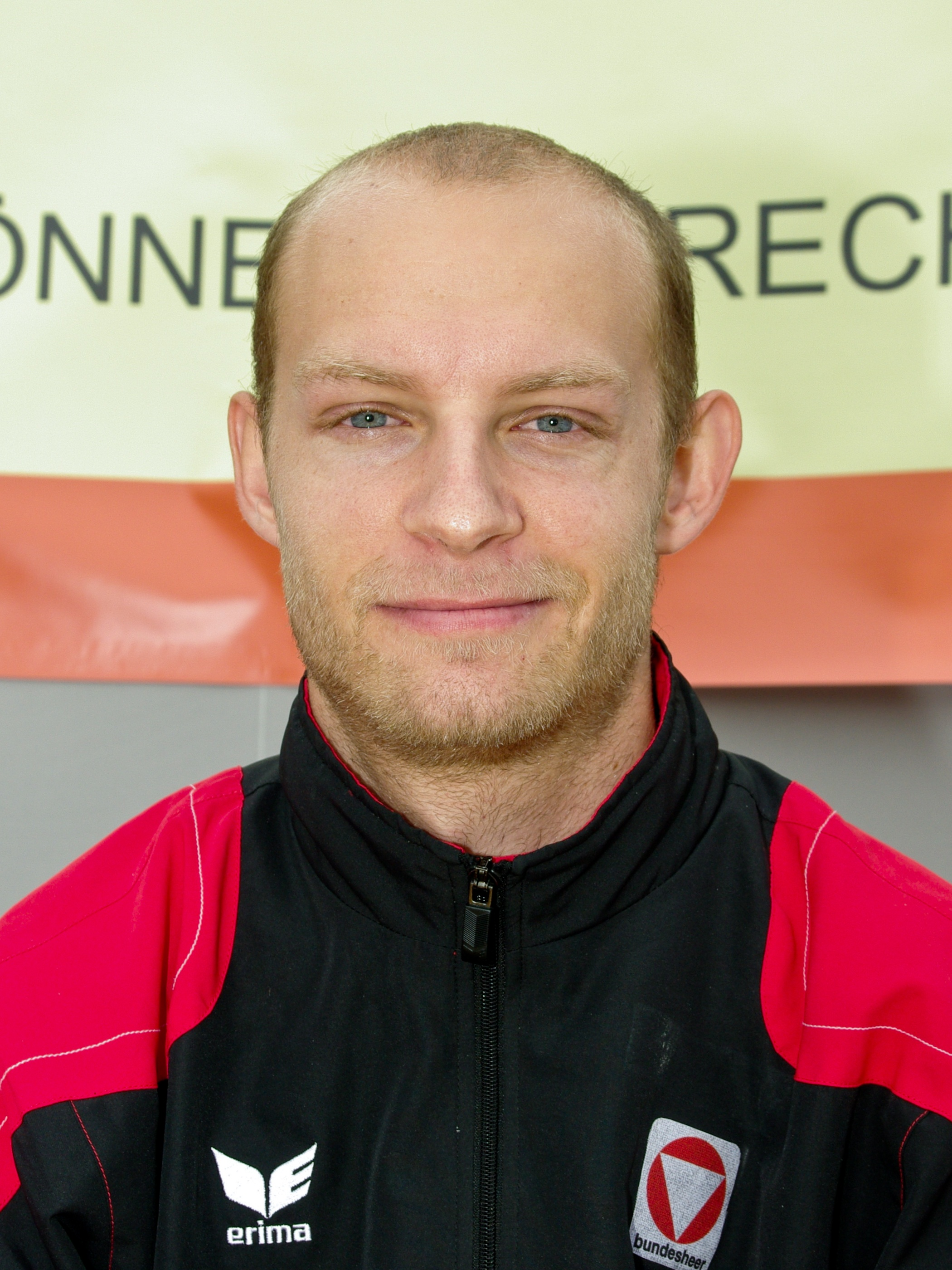
Andreas Rapatz – sein sechster Platz im dritten Vorlauf war zu wenig, um das Halbfinale zu erreichen

28. Juli 2010, 12:24 Uhr
| Platz | Name               | Nation     | Zeit (min) |
| ----- | ------------------ | ---------- | ---------- |
| 1     | Luis Alberto Marco | Spanien    | 1:49,96    |
| 2     | Giordano Benedetti | Italien    | 1:50,00    |
| 3     | Adam Kszczot       | Polen      | 1:50,08    |
| 4     | Tamás Kazi         | Ungarn     | 1:50,21    |
| 5     | Jozef Repčík       | Slowakei   | 1:50,51    |
| 6     | Andreas Rapatz     | Österreich | 1:51,55    |
| 7     | Vitalij Kozlov     | Litauen    | 1:52,18    |
| 8     | Anton Asplund      | Schweden   | 1:55,23    |

### Vorlauf 4

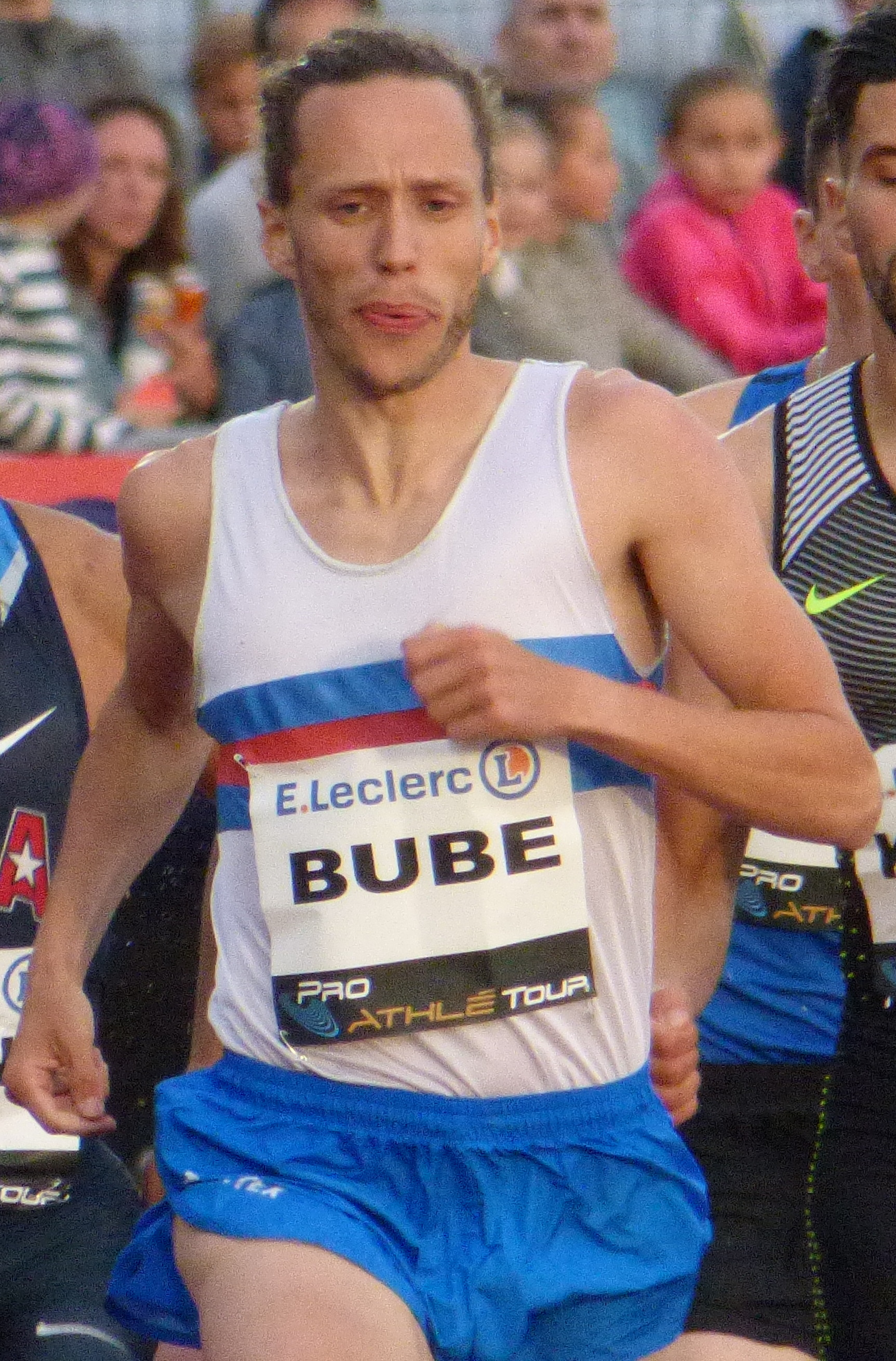
Andreas Bube wurde Siebter seines Vorlaufs und schied damit aus
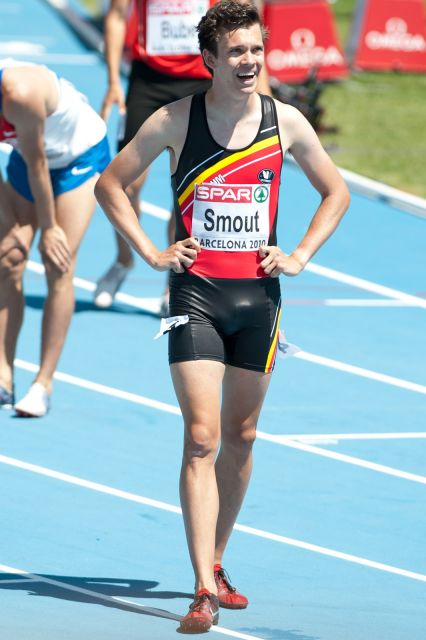
Für Andreas Smout war in der Vorrunde mit seinem achten Rang Endstation

28. Juli 2010, 12:31 Uhr
| Platz | Name           | Nation         | Zeit (min) |
| ----- | -------------- | -------------- | ---------- |
| 1     | Michael Rimmer | Großbritannien | 1:49,99    |
| 2     | Arnoud Okken   | Niederlande    | 1:50,13    |
| 3     | Lukas Rifesser | Italien        | 1:50,40    |
| 4     | Juri Koldin    | Russland       | 1:50,64    |
| 5     | Joni Jaako     | Schweden       | 1:50,93    |
| 6     | Dustin Emrani  | Israel         | 1:51,51    |
| 7     | Andreas Bube   | Dänemark       | 1:51,91    |
| 8     | Andreas Smout  | Belgien        | 1:52,04    |

## Halbfinale
In den beiden Halbfinalläufen qualifizierten sich die jeweils ersten drei Athleten – hellblau unterlegt – sowie die darüber hinaus zwei zeitschnellsten Läufer – hellgrün unterlegt – für das Finale.

### Lauf 1

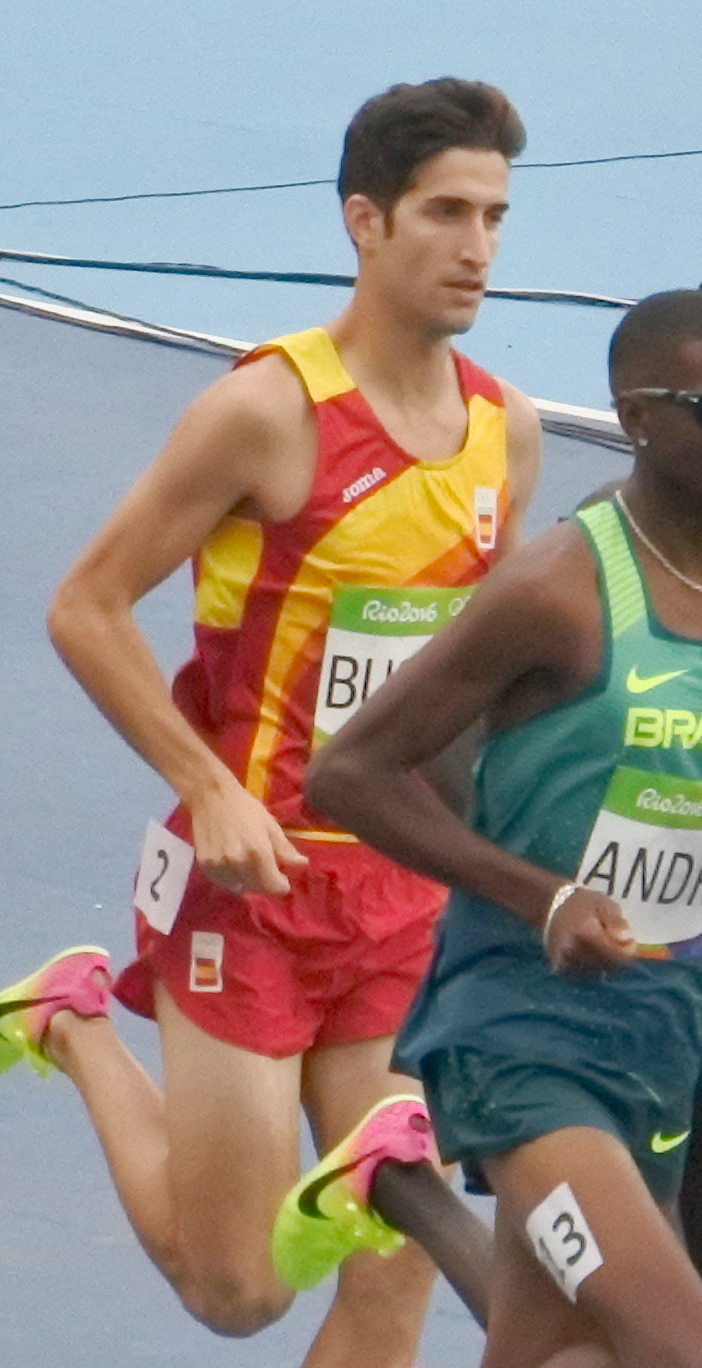
David Bustos erreichte das Semifinale, dort scheiterte er als Sechster seines Rennens
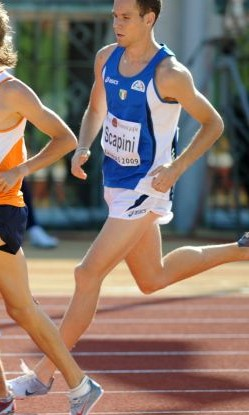
Mario Scapini erreichte nach Rang sieben im ersten Halbfinale nicht das Finale

29. Juli 2010, 20:50 Uhr
| Platz | Name               | Nation      | Zeit (min) |
| ----- | ------------------ | ----------- | ---------- |
| 1     | Kevin López        | Spanien     | 1:48,11    |
| 2     | Marcin Lewandowski | Polen       | 1:48,15    |
| 3     | Arnoud Okken       | Niederlande | 1:48,25    |
| 4     | Jakub Holuša       | Tschechien  | 1:48,27    |
| 5     | Cristian Vorovenci | Rumänien    | 1:48,88    |
| 6     | David Bustos       | Spanien     | 1:49,08    |
| 7     | Mario Scapini      | Italien     | 1:49,13    |
| 8     | Lukas Rifesser     | Italien     | 1:49,75    |

### Lauf 2

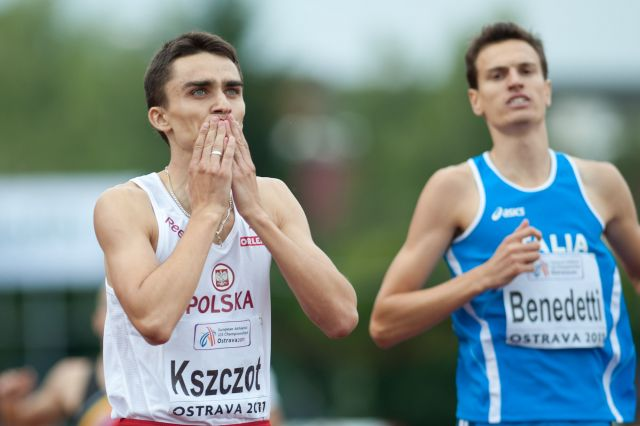
Platz sieben reichte Giordano Benedetti (rechts) nicht für das Überstehen des Halbfinals

29. Juli 2010, 20:58 Uhr
| Platz | Name               | Nation         | Zeit (min) |
| ----- | ------------------ | -------------- | ---------- |
| 1     | Michael Rimmer     | Großbritannien | 1:47,67    |
| 2     | Luis Alberto Marco | Spanien        | 1:47,79    |
| 3     | Adam Kszczot       | Polen          | 1:47,84    |
| 4     | Hamid Oualich      | Frankreich     | 1:48,06    |
| 5     | Anis Ananenka      | Belarus        | 1:48,41    |
| 6     | David McCarthy     | Irland         | 1:49,14    |
| 7     | Giordano Benedetti | Italien        | 1:49,33    |
| 8     | Brice Etès         | Monaco         | 1:49,52    |

## Finale

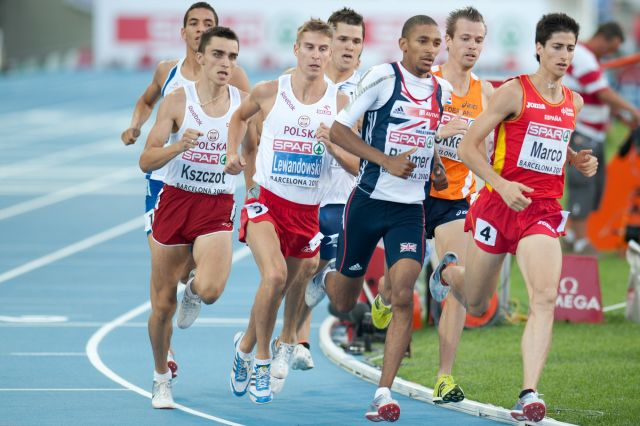
Das 800-Meter-Finale von Barcelona
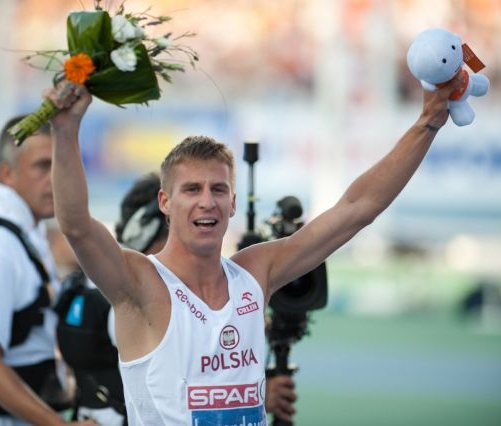
Europameister Marcin Lewandowski

31. Juli 2010, 19:35 Uhr
| Platz | Name               | Nation         | Zeit (min) |
| ----- | ------------------ | -------------- | ---------- |
| 1     | Marcin Lewandowski | Polen          | 1:47,07    |
| 2     | Michael Rimmer     | Großbritannien | 1:47,17    |
| 3     | Adam Kszczot       | Polen          | 1:47,22    |
| 4     | Arnoud Okken       | Niederlande    | 1:47,31    |
| 5     | Jakub Holuša       | Tschechien     | 1:47,45    |
| 6     | Kevin López        | Spanien        | 1:47,82    |
| 7     | Luis Alberto Marco | Spanien        | 1:48,42    |
| 8     | Hamid Oualich      | Frankreich     | 1:49,77    |

Das von Beginn an verbummelt Rennen lief auf eine reine Spurtentscheidung hinaus. Schließlich setzte sich der Pole Marcin Lewandowski durch und wurde Europameister. Sein Landsmann Adam Kszczot belegte hinter dem Briten Michael Rimmer den dritten Platz.

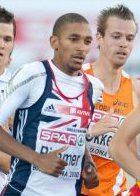
Vizeeuropameister Michael Rimmer
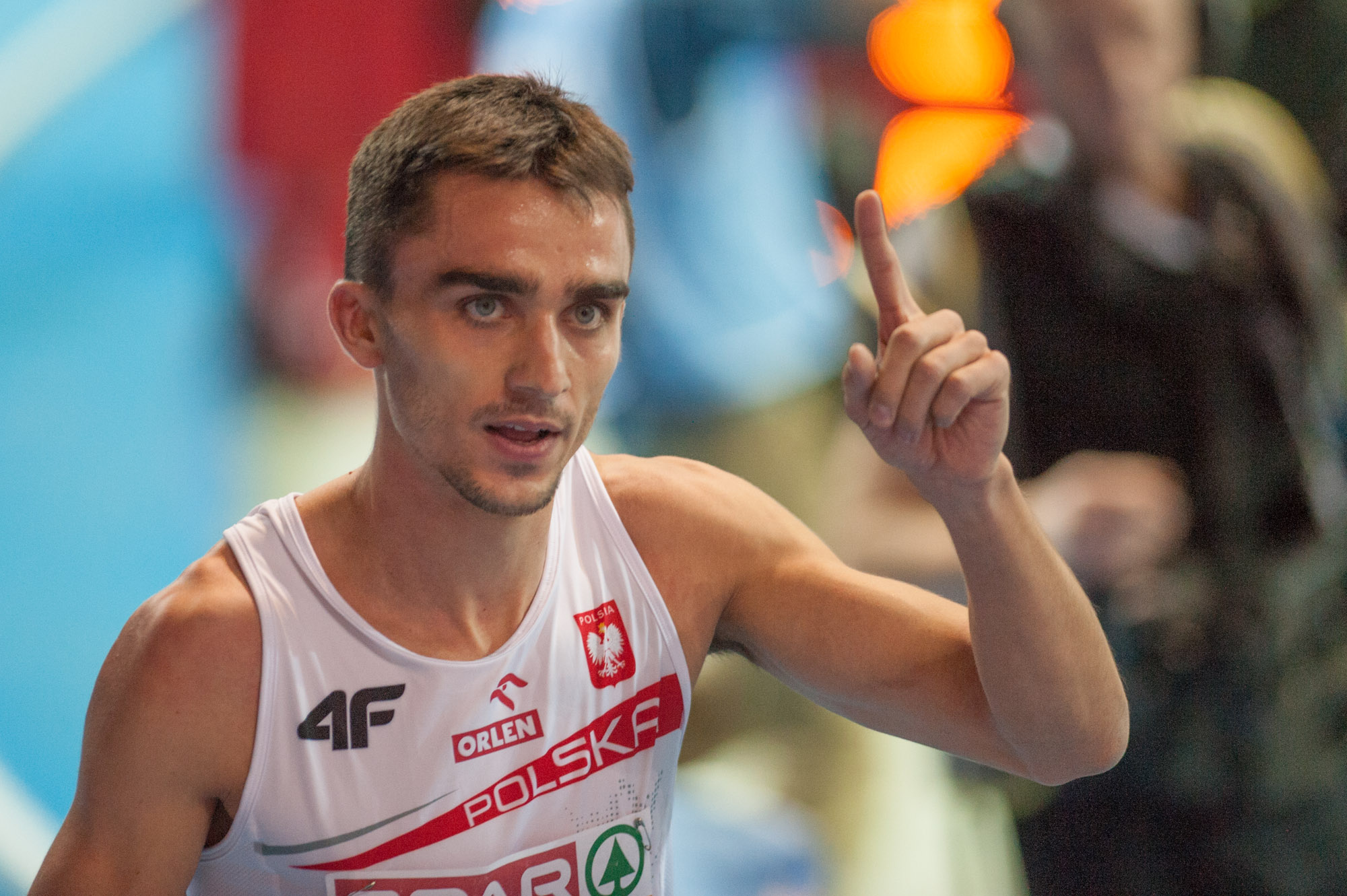
Bronzemedaillengewinner Adam Kszczot
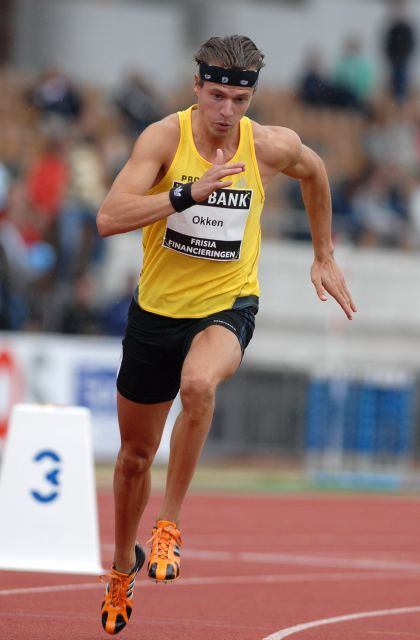
Arnoud Okken wurde Vierter in diesem Finale

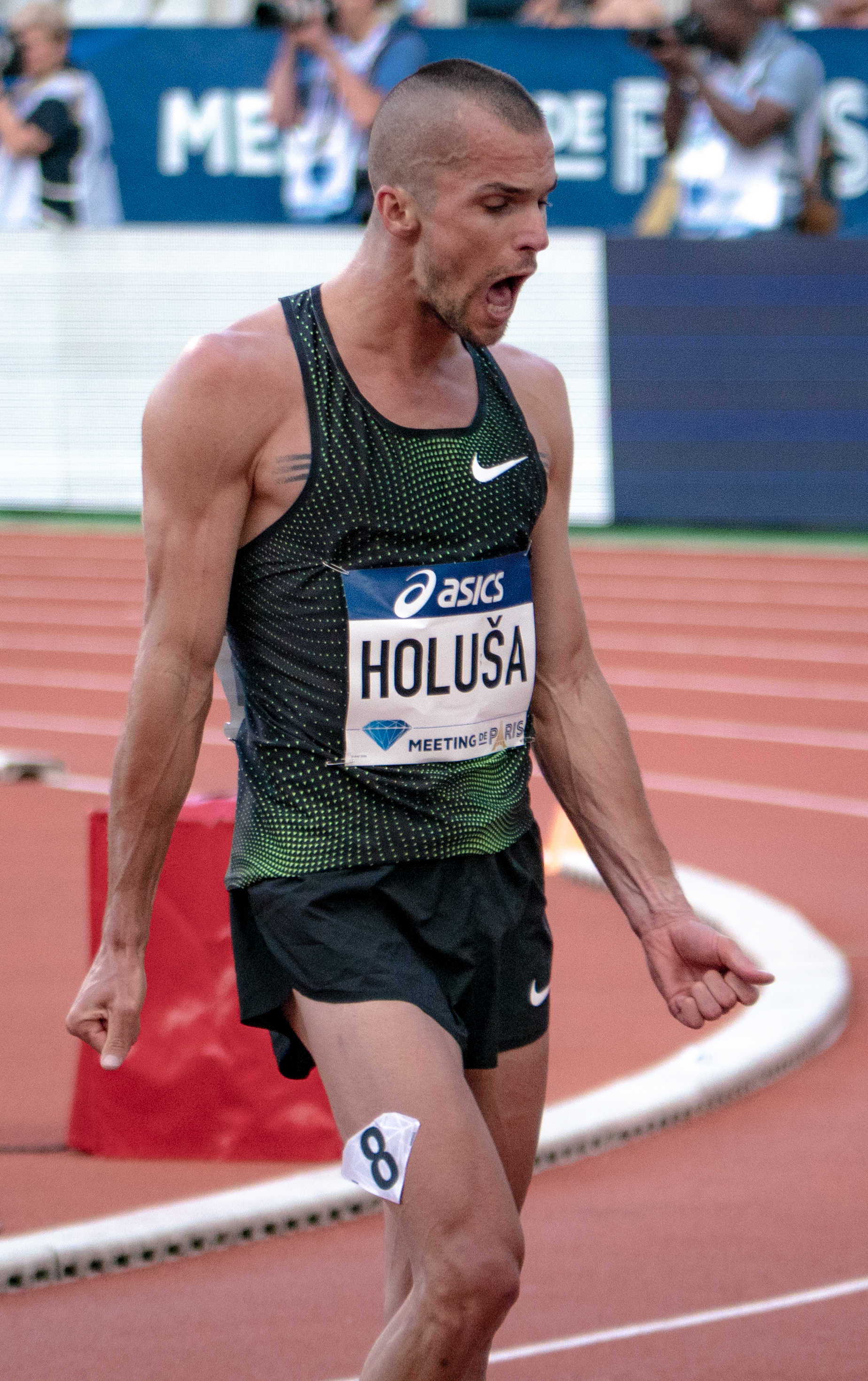
Jakub Holuša erreichte Platz fünf
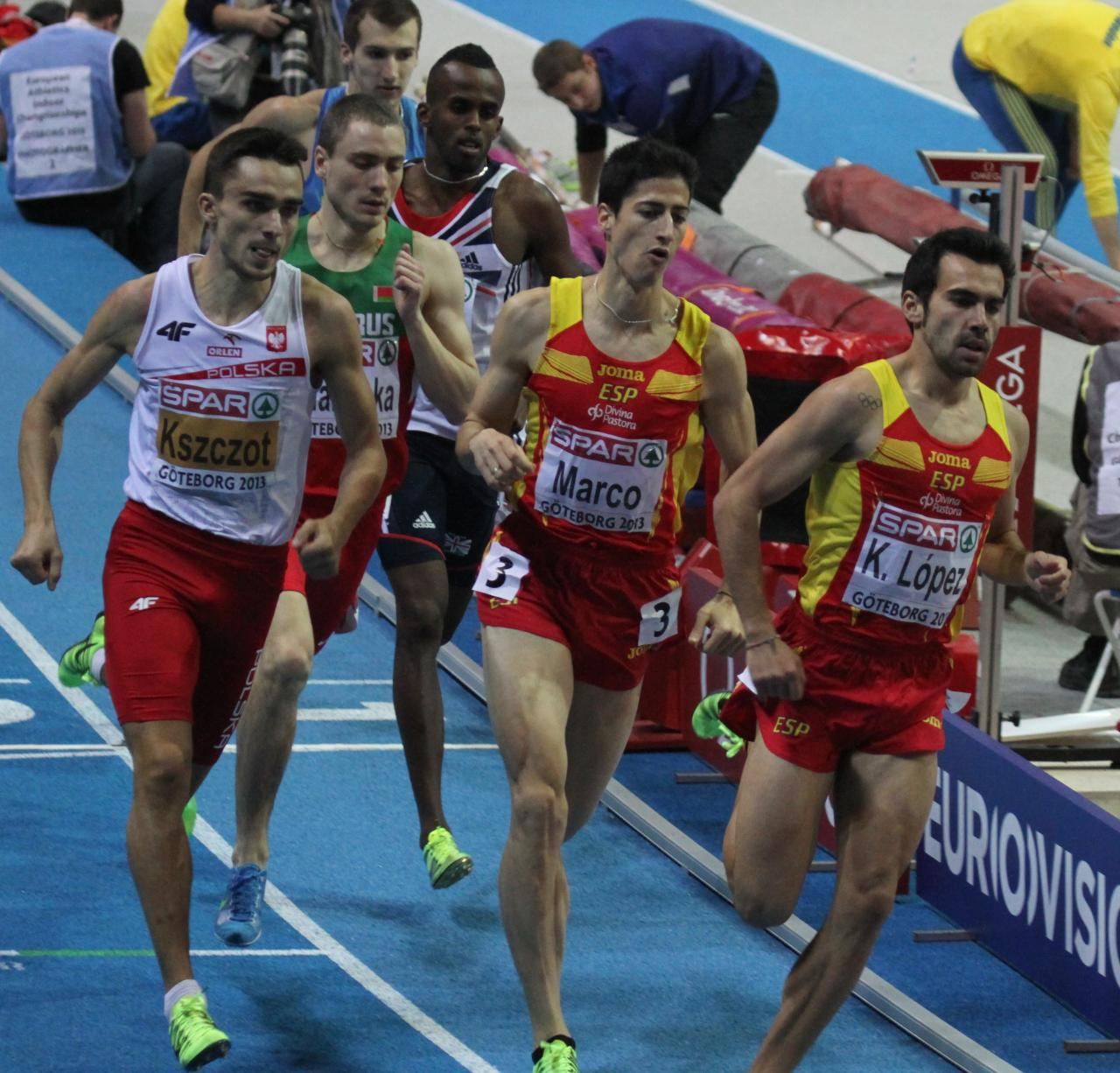
Kevin López (hier in führender Position in einem Hallenrennen) kam auf den sechsten Platz
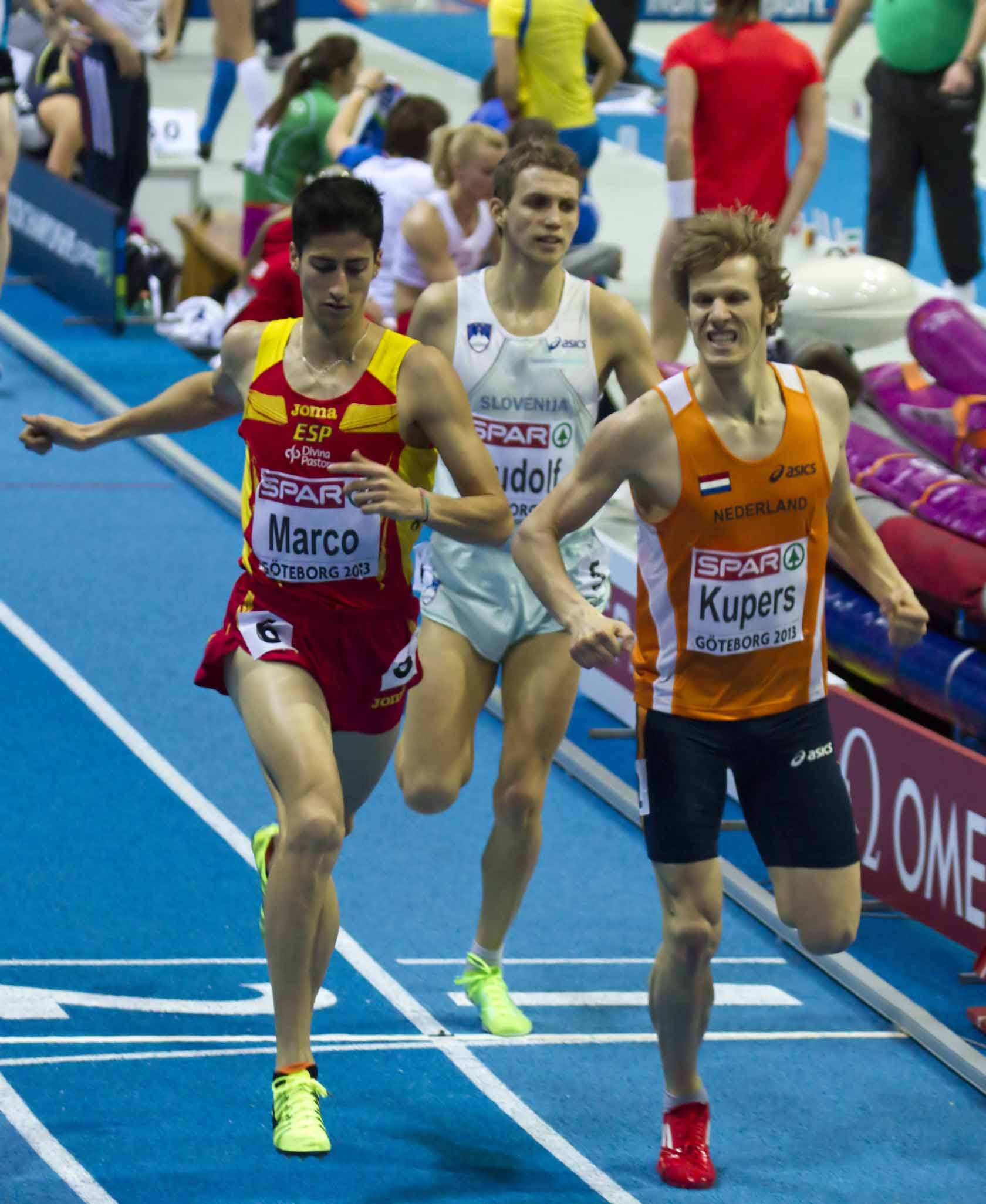
Luis Alberto Marco (links in einem Hallenrennen) belegte Rang sieben
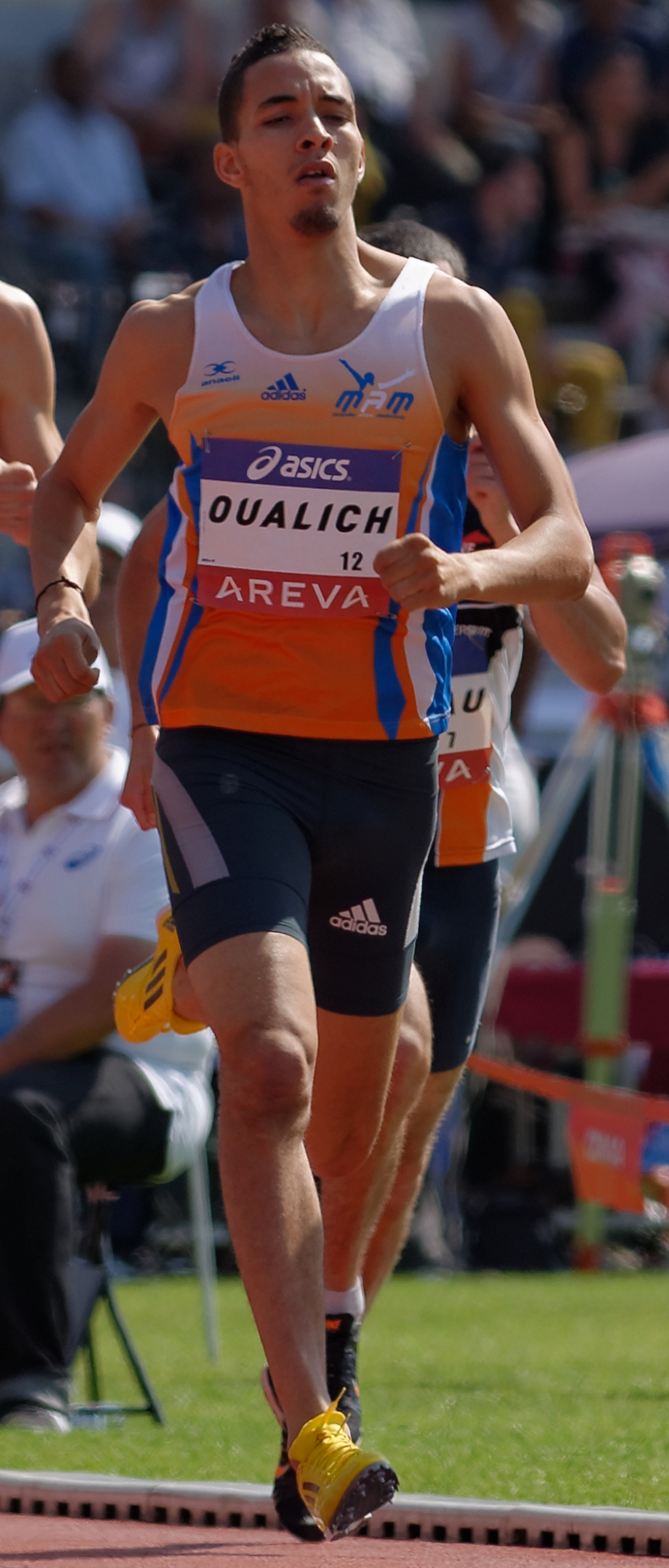
Der achtplatzierte Hamid Oualich

## Videolink
- 800m men Final 20th European Athletics Championships Barcelona 2010 HD, youtube.com, abgerufen am 10. Dezember 2019